# 津田晴香
津田 晴香（つだ はるか、1995年1月24日 - ）は、日本の女優、タレント、ラジオパーソナリティ。兵庫県神戸市出身。愛称は「うめちゃん」である。

## 来歴
- 阪神・淡路大震災から1週間後に、西宮市にて生まれる。当時西宮市も被災したため、母親いわく「出産や育児環境が大変だった」という。
- 神戸学院大学経済学部卒業後に、声優を目指す事に決めて日本ナレーション演技研究所に入所。
- 2021年1月1日、Twitterにて所属していた澪クリエーションからの引退と、フリー転身への報告を発表。
- 2022年3月6日、「おおさかシネマフェスティバル2022」ホテルエルセラーン大阪にて出演映画『まっぱだか』の新人女優賞を受賞する。

## 人物・エピソード
- 身長164cm、趣味は、歌を歌うこととモノマネ。小学生の頃からとっとこハム太郎のハム太郎のモノマネが得意[3]。お菓子が好きである。
- 映画出演をきっかけにインディーズ映画鑑賞の新たなる趣味ができて、登場人物への感情移入がしやすく涙もろくもある。
- 普通自動車免許所有。
- 家族構成は、両親と4歳下の弟がいる。
- 高校は吹奏楽部に所属、ホルンを担当していた。
- うめちゃんの愛称は、同じ津田姓である津田梅子の「梅（うめ）」から由来している。高校のクラスメイトに「はるか」の女子生徒が12人いて、わかりやすくみんなに認知してもらえるように自ら考案したもの。
- ファンからは「津田ちゃん」と呼ばれることが多く、その他「はるかちゃん」、自らを「つっだー」と呼称していたり、本人曰く色んな呼び方で良いと語る。
- 母親がKinKi Kidsのファンで、幼少期から楽曲を聴いた影響から自らもファンになり、今でも母と一緒にコンサートへ行っている。
- Perfumeのファンでもあり、自身がパーソナリティーを務めた姫路シティFM21の『TEENS+』では、同じPerfumeファンの番組女性ディレクターとPerfumeの選曲を流している傾向がみられた。現在担当する「夕方交差点GENKIもって来い!」木曜日の番組内でも、随時楽曲にPerfumeの曲を流している。
- 『TEENS+』のパーソナリティーが決まった事の報告を電話で受けた際は、自身が出演する映画『みぽりん』のロケを六甲山でしていた時だったと、2020年2月25日のアースシネマズ姫路での上映舞台挨拶で語った。
- 天真爛漫かつ、自ら「暴れん坊パーソナリティー」と語る一方、繊細で気を使い且つ人見知りな性格と公言している。
- 名前は晴香の「晴れ」の漢字があるものの、外出用事の際は天候がよく雨になるので、自他ともに認める雨女だとラジオで発言。その影響により、彼女の友達は津田との約束日に雨が降らないように、用事がある直前まで伝えない対策をしているという。
- シルバニアファミリーが好きで、部屋ではコレクションをしている。コレクター癖のため、部屋は常に物置き状態であるとラジオの番組内で話す。
- 母とともに御朱印めぐりが趣味で、神社仏閣の参拝が好き。
- 早起きが苦手で、午前中の起床はつらいと語っている。夜型人間で就寝時間は、午前6時と語る。
- ラジオ・Twitterでは、一人称を「津田」と用いて表現している事が多い。

## 出演

### テレビ
2021年
- NHK連続テレビ小説 おちょやん - カフェー「キネマ」の女給、香織役

### 映画
2019年
- みぽりん - 神田優花役[4]

2020年
- はるかのとびら - 本人役[5][6]

2021年
- まっぱだか - ナツコ役

### ラジオ
2019年4月～2022年3月
- TEENS+

姫路シティFM21
(毎週日曜日13時00分～15時30分、生放送)
2022年4月〜2024年3月
- 「夕方交差点GENKIもって来い!」

姫路シティFM21（毎週木曜日16時00分〜18時30分、生放送）
2024年4月〜
・「今日もGENKIに 花よりうめちゃん」
姫路シティFM21（毎週木曜日16時00分〜18時15分、生放送）